# São Jacinto
São Jacinto è una parrocchia civile (freguesia) nel comune di Aveiro. La popolazione nel 2011 era di 993 abitanti, su una superficie di 13,84 km². Si trova tra la laguna di Aveiro e l'Oceano Atlantico. La riserva naturale delle Dune di São Jacinto si trova a nord della località.